# 은하 회전 곡선

나선 은하 메시에 33의 회전곡선(오차 막대가 있는 노란색 및 파란색 점) 및 관측가능한 물체의 분포로 예측된 회전 곡선(회색 선). 두 곡선 사이의 불일치는 은하를 둘러싸고 있는 암흑 물질이라는 개념을 추가함으로써 설명될 수 있다.

원반 은하의 회전 곡선(galaxy rotation curve) 또는 속도 곡선은 은하의 중심으로부터 방사형 거리에 따른 가스 및 별들의 궤도 속도를 나타낸다. 일반적으로 회전 곡선은 그래프로 표현되고, 나선 은하의 각면에서 관측되는 회전 속도는 일반적으로 비대칭이므로 각면의 회전 속도의 평균값으로 그래프에 표현한다. 위의 그림과 같이 관측값으로 유도된 곡선과 이론에서 유도된 곡선 사이에 큰 차이가 있다. 현재 암흑 물질 이론은 이 차이를 설명하기 위한 가정이다.

## 설명
원반 은하의 회전 곡선(속도 곡선이라고도 함)은 은하의 중심으로부터 방사형 거리에 따른 가스 및 별들의 궤도 속도를 나타낸다. 나선 은하의 회전 속도는 비대칭이기 때문에 일반적으로 은하의 각면에서 측정한 값을 평균하여 사용한다. 회전 곡선의 비대칭성은 예외적인 것이 아니라 정상적인 것으로 추정된다.
은하와 항성의 회전 및 궤도 속도는 질량의 대부분이 궤도 중앙에 있는 항성과 행성 및 행성과 위성과 같은 다른 궤도 시스템에서 발견된 규칙들을 따르지 않는다. 별은 넓은 거리 범위내에서 은하의 중심을 축으로 등속도 또는 등가속도 회전운동을 한다. 이와 대비되게, 행성이나 위성의 궤도 속도는 거리에 따라 감소한다. 후자의 경우, 시스템 내의 중심에 질량의 대부분이 쏠려 있는 질량 분포가 궤도 속도가 거리에 반비례한다는 사실을 알려준다. 그러나 관측에 기초한 은하의 추정 질량은 관측되는 궤도 속도 분포(은하 회전 곡선)를 설명하기에는 너무 작다.
은하 회전 문제는 빛을 통해 관측되는 물질의 질량이 은하 회전에 지배적인 영향을 끼친다고 가정할 때, 관측된 은하 회전 곡선과 이론적인 예측 사이의 불일치이다. 나선은하의 항성 분포와 항성의 질량 - 광도 관계로 계산된 은하의 질량이 관측된 회전 곡선 바탕으로 중력법칙에서 유도된 질량과 일치하지 않는다. 이 수수께끼에 대한 해결책은 암흑 물질의 존재를 가정하고 은하의 중심으로부터 암흑물질 헤일로의 분포를 가정하는 것이다.
암흑물질이 은하 회전 문제에 대한 해답으로 널리 받아 들여지고 있지만, 이 문제에 대한 다른 대안들 또한 존재한다. 가능한 대안들 중 가장 주목할만한 것은 고전역학의 이론들(특히 중력 법칙)을 은하 회전 문제와 같은 문제를 해결하기 위해 수정한 수정된 뉴턴 역학(Modified Newtonian Dynamics, MOND)이다.

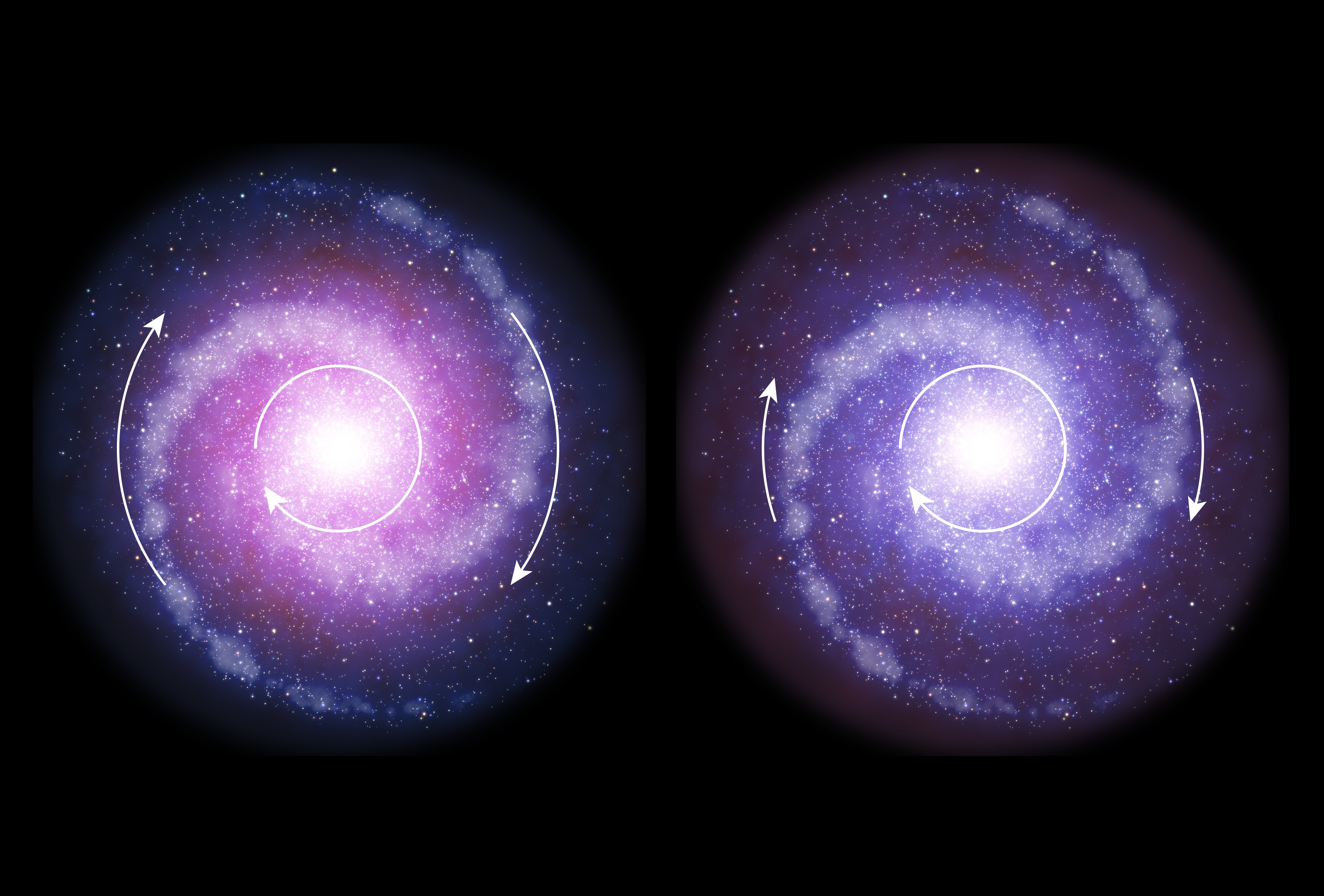
먼 우주와 현재의 회전하는 디스크 은하의 비교.

은하의 회전 동역학은 툴리-피셔 관계에 의해 위치가 특징 지어진다. 이 사실은 나선 은하의 경우 회전 속도가 총 광도와 관련이 있음을 보여준다. 나선 은하의 회전 속도를 예측하는 방법은 복사보정 광도를 측정한 다음 툴리-피셔 다이어그램의 위치에서 회전 속도를 읽는다. 반대로, 나선 은하의 회전 속도를 통해 은하의 광도를 알 수 있다. 따라서 은하 회전 속도는 은하의 관측 가능한 질량과 관련이 있다.

## 같이 보기
- 물리학의 미해결 문제 목록

## 관련 서적
- Kuijken K.; Gilmore G. (1989). “The Mass Distribution in the Galactic Disc – III. The Local Volume Mass Density” (PDF). 《Monthly Notices of the Royal Astronomical Society》 239 (2): 651–664. Bibcode:1989MNRAS.239..651K. doi:10.1093/mnras/239.2.651. 2016년 12월 29일에 확인함. Primary research report discussing Oort limit, and citing original Oort 1932 study.

## 참고 문헌
- V. Rubin, V.; Ford Jr., W. K. (1970). “Rotation of the Andromeda Nebula from a Spectroscopic Survey of Emission Regions”. 《Astrophysical Journal》 159: 379. Bibcode:1970ApJ...159..379R. doi:10.1086/150317. This was the first detailed study of orbital rotation in galaxies.
- V. Rubin; N. Thonnard; W. K. Ford Jr (1980). “Rotational Properties of 21 Sc Galaxies with a Large Range of Luminosities and Radii from NGC 4605 (R=4kpc) to UGC 2885 (R=122kpc)”. 《Astrophysical Journal》 238: 471. Bibcode:1980ApJ...238..471R. doi:10.1086/158003. Observations of a set of spiral galaxies gave evidence that orbital velocities of stars in galaxies were unexpectedly high at large distances from the nucleus. This paper was influential in convincing astronomers that most of the matter in the universe is dark, and much of it is clumped about galaxies.
- Galactic Astronomy, Dmitri Mihalas and Paul McRae.W. H. Freeman 1968.